# Ringens värld
Ringens värld är de s.k. tilläggen till Härskarringen som ursprungligen publicerades i slutet av The Return of the King, men som inte publicerades i Sagan om konungens återkomst; i stället gavs de ut i en särskild volym. Tilläggen innehåller bl.a. artiklar om språk och kultur i Härskarringen, några kortare berättelser samt en detaljerad kalender över händelserna i böckerna. Senare utgåvor av Ringens värld har även inkluderat Tom Bombadills äventyr samt några essäer som inte alls är relaterade till J.R.R. Tolkiens mytologi.
Att de inte publicerades i Sagan om konungens återkomst beror sannolikt på att översättaren Åke Ohlmarks ansåg att de var alldeles för svåra för läsaren att ta till sig. Den nya översättningen av The Return of The King, Konungens återkomst, omfattar dock även tilläggen.